# Geranium riversleaianum
Geranium riversleaianum är en näveväxtart som beskrevs av Peter Frederick Yeo. Geranium riversleaianum ingår i släktet nävor, och familjen näveväxter. Inga underarter finns listade i Catalogue of Life.